# Čaika (fotocamera)

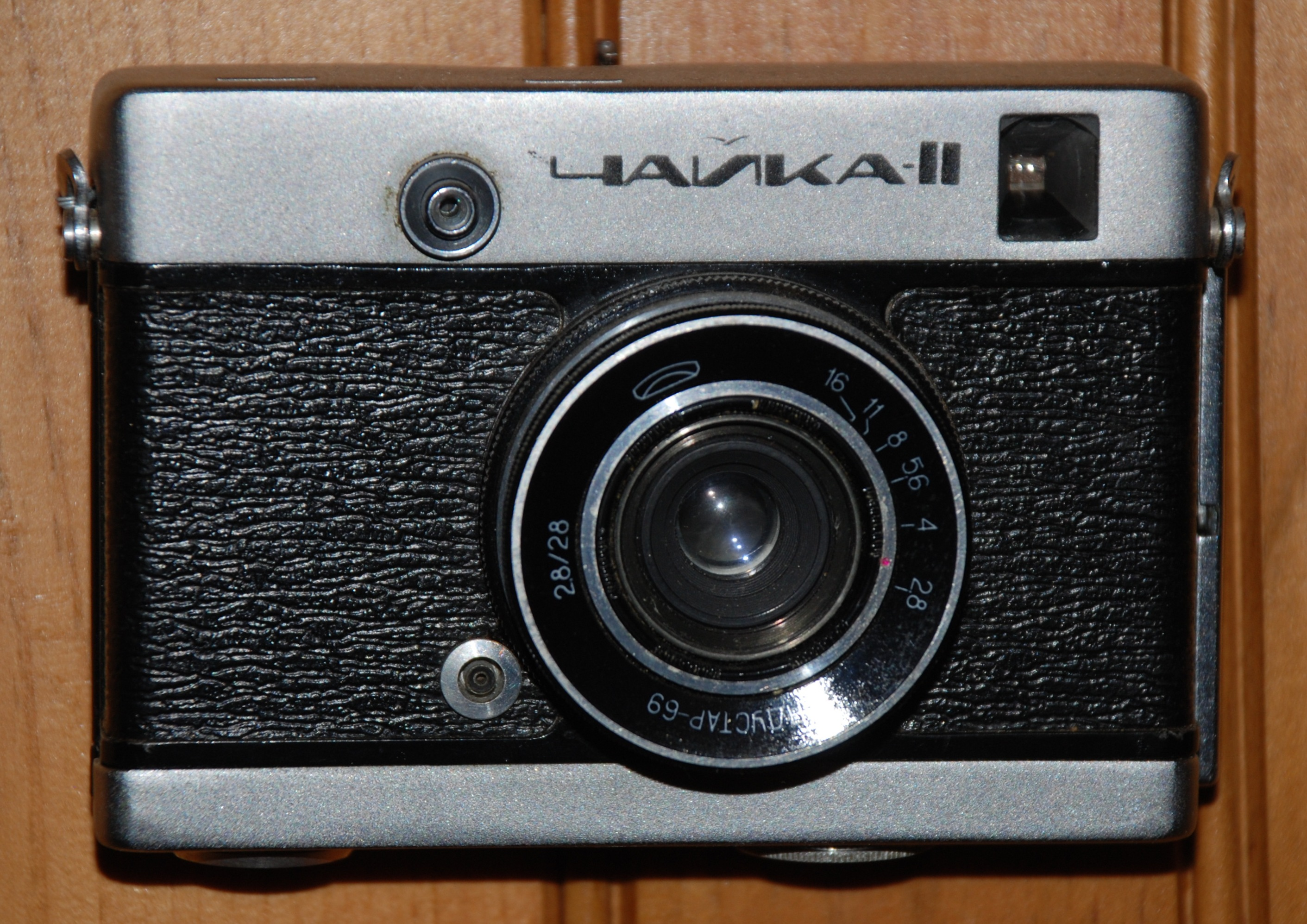
Chaika 2

La Čaika, in russo Чайка? è una serie di apparecchi fotografici mezzoformato (18x24mm), prodotti in Unione sovietica dalla BELOMO dal 1965 al 1974. Il nome proveniva da un nomignolo di Valentina Tereshkova, la prima donna andata nello spazio.
Furono prodotte oltre due milioni di Chaika negli anni, e tutti i modelli erano realizzati in metallo.

## Modelli
- Chaika (1965)
- Chaika-2 (1967)
- Chaika-2M (1972)
- Chaika-3 (1971)